# Bothriocera datuna
Bothriocera datuna är en insektsart som beskrevs av Kramer 1983. Bothriocera datuna ingår i släktet Bothriocera och familjen kilstritar. Inga underarter finns listade i Catalogue of Life.